# Goczałkowice-Zdrój
Pour les articles homonymes, voir Goczałkowice-Zdrój (homonymie).
Goczałkowice-Zdrój est un village de la voïvodie de Silésie et du powiat de Pszczyna. Il est le siège de la gmina de Goczałkowice-Zdrój et comptait 6 321 habitants en 2008.